# The Sims 2
The Sims 2 – gra komputerowa będąca symulatorem życia, wyprodukowana przez amerykańskie studio Maxis i wydana przez Electronic Arts 14 września 2004 roku na platformę Microsoft Windows. Gra została również wydana na inne platformy, w tym PlayStation 2, Xbox, GameCube i urządzenia przenośne. W Polsce pojawiła się 17 września 2004 roku. Jest to sequel gry The Sims wydanej w 2000 roku, drugi główny tytuł całej serii The Sims, oraz poprzednik The Sims 3 wydanej w 2009 roku.
The Sims 2 umożliwia graczom zarządzanie wirtualnymi postaciami, simami, oraz ich życiem codziennym, w tym relacjami, pracą, aspiracjami i potrzebami. Nowością w tej części serii było wprowadzenie trójwymiarowego świata oraz rozwoju postaci przez kolejne etapy życia, od dzieciństwa po starość, a także m.in. mechanizm dziedziczenia cech genetycznych. Gra oferuje rozbudowany system budowania budynków, zarządzania potrzebami simów oraz rozwijania ich umiejętności i kariery.
Tytuł osiągnął sukces komercyjny, sprzedając się w ponad milionach egzemplarzy na całym świecie. Gra zdobyła liczne nagrody oraz uznanie krytyków za nowatorskie podejście do symulacji życia. Wprowadzenie systemu aspiracji, genetyki oraz rozbudowanej rozgrywki wielopokoleniowej zostało uznane za istotne innowacje, które wpłynęły na rozwój gatunku symulatorów życia.

## Rozgrywka
The Sims 2 jest symulatorem życia, w którym gracze kontrolują wirtualne postacie, zwane simami, kierując ich codziennymi działaniami, relacjami społecznymi i aspiracjami życiowymi. Głównym elementem rozgrywki jest rozwój życia simów oraz realizacja ich pragnień, przy jednoczesnym zarządzaniu ich podstawowymi potrzebami. System gry uwzględnia różnorodne wyzwania pojawiające się w trakcie rozgrywki. Struktura gry ma charakter otwarty, bez określonego punktu końcowego, co przekłada się na nieliniowy przebieg rozgrywki.
Podstawową mechaniką gry jest kontrolowanie simów, których działania i nastrój zależą od ośmiu kluczowych potrzeb: głodu, higieny, energii, towarzystwa, zabawy, komfortu, potrzeby skorzystania z toalety i otoczenia. Gracz zarządza tymi potrzebami, aby utrzymać simów w dobrym zdrowiu psychicznym i fizycznym. Ponadto simowie mogą zdobywać nowe umiejętności, nawiązywać relacje, rozwijać karierę zawodową i zakładać rodziny.
Gra wprowadza także aspiracje, czyli długoterminowe cele życiowe simów, które mogą dotyczyć kariery, rodziny, wiedzy, popularności lub romansów. Każda z tych aspiracji daje simowi konkretne pragnienia do spełnienia, a także obawy, których realizacja lub unikanie wpływa na jego nastrój i ogólne zadowolenie z życia. Osiąganie aspiracji daje simom punkty życiowe, które można wymieniać na specjalne nagrody.
Względem poprzedniej odsłony cyklu, gry The Sims wydanej w 2000 roku, The Sims 2 wprowadza wiele nowości rozwijających rozgrywkę.

### Grafika
Główną różnicą pomiędzy The Sims 2 a jej poprzednikiem było przejście z izometrycznej grafiki 2D na pełny trójwymiarowy świat 3D. W pierwszej części serii otoczenie było prerenderowane, a same postacie były animowanymi sprite'ami. Natomiast w The Sims 2 zarówno simowie, jak i ich otoczenie zostali w pełni wymodelowani w 3D, co pozwoliło na większą swobodę ruchu kamery, w tym możliwość przybliżania i obracania widoku. Postacie simów stały się również znacznie bardziej szczegółowe. Nowy silnik graficzny umożliwił realistyczne odwzorowanie twarzy, proporcji ciała oraz mimiki, co pozwalało simom wyrażać emocje poprzez wyrazy twarzy i gesty.
Oprawa graficzna The Sims 2 wykorzystuje system dynamicznego oświetlenia i cieniowania. W grze zaimplementowano mechanizm rzucania cieni przez postacie i obiekty, który dostosowuje się do aktualnego źródła światła. System uwzględnia zmiany oświetlenia związane z porą dnia, w tym efekty wschodu i zachodu słońca.
System animacji w grze charakteryzuje się większą płynnością i złożonością ruchów postaci. Dotyczy to podstawowych czynności, takich jak przemieszczanie się, spożywanie posiłków czy interakcje międzyludzkie. W porównaniu z poprzednią wersją gry, animacje cechują się większą różnorodnością i realizmem.
Otoczenie w The Sims 2 jest również bardziej interaktywne i dynamiczne. Rośliny, drzewa i inne elementy w grze reagują na działania simów. W rozszerzeniach wprowadzono zmieniające się pory roku i warunki pogodowe, co dodatkowo ożywiało świat gry. Tekstury zarówno postaci, jak i otoczenia, są względem The Sims, bardziej szczegółowe. Budynki, meble i inne obiekty mają bardziej realistyczne powierzchnie i materiały, co pozwala na dokładniejsze odwzorowanie ich wyglądu. Nowością są również bardziej zaawansowane opcje projektowania budynków. W grze istnieje m.in. możliwość dostosowania kształtu dachów, balkonów czy budowania podwyższeń.
The Sims 2 wprowadziło również możliwość zmiany wyglądu simów w miarę starzenia się. Simowie starzeją się wizualnie, co można  zobaczyć poprzez zmieniające się rysy twarzy, pojawiające się zmarszczki czy siwiejące włosy. W pierwszej części gry simowie nie podlegali takim zmianom. Gra poprzez te ulepszenia stała się bardziej realistyczna.

### Tworzenie sima
W The Sims 2 proces tworzenia simów został znacząco rozbudowany w porównaniu do poprzedniej części gry, co dało graczom znacznie większe możliwości personalizacji postaci, zarówno pod względem wyglądu fizycznego, jak i cech osobowości. W trybie Stwórz Sima (ang. Create a Sim, CAS) gracz może zaprojektować postać od podstaw, mając pełną kontrolę nad jej wyglądem, charakterem oraz życiowymi aspiracjami. Edytor twarzy w The Sims 2 pozwala na precyzyjne modyfikowanie poszczególnych elementów, takich jak kształt nosa, oczu, ust, czy brwi. Gracze mogą dowolnie manipulować wielkością i położeniem tych elementów, co sprawia, że każdy sim może wyglądać unikalnie względem innych. Do wyboru są również różne fryzury, kolory włosów, odcienie skóry oraz detale takie jak makijaż czy akcesoria, które dodatkowo zwiększają możliwości personalizacji.
Tworzenie simów obejmuje także dobór garderoby, gdzie gracze mogą wybrać ubrania na różne okazje, takie jak codzienny strój, strój formalny, sportowy, piżamę czy strój kąpielowy. Wprowadzony system genetyki w grze pozwala na tworzenie całych rodzin, gdzie cechy wyglądu rodziców, takie jak kolor włosów, skóry czy oczu, są dziedziczone przez dzieci, co dodaje realizmu rozgrywce.
W kreatorze postaci można wybrać także osobowość sima. Mechanika osobowości w The Sims 2 bazuje na systemie pięciu głównych cech charakteru: aktywności, schludności, towarzyskości, lekkoduszności i uprzejmości. System ten pozwala na indywidualne dostosowanie każdej z cech, co przekłada się na zachowanie postaci w trakcie rozgrywki. Wartości poszczególnych cech determinują sposób funkcjonowania postaci w świecie gry. Wysoki poziom towarzyskości ułatwia nawiązywanie relacji międzyludzkich, natomiast wysoka wartość schludności wpływa na częstotliwość wykonywania czynności porządkowych. Cechy osobowości kształtują również preferencje simów dotyczące form spędzania wolnego czasu oraz rodzaju podejmowanych interakcji społecznych.
Ostatnim etapem tworzenia postaci jest wybór jej aspiracji życiowej. System aspiracji w The Sims 2 stanowi mechanizm długoterminowych celów życiowych postaci. Składa się z sześciu głównych kategorii: rodziny, wiedzy, bogactwa, romantyzmu, popularności oraz przyjemności. Wybrana aspiracja determinuje indywidualne cele i pragnienia postaci w trakcie rozgrywki. Mechanika ta wpływa bezpośrednio na motywacje simów oraz kształtuje ich obawy. Wybór konkretnej aspiracji przekłada się na podejmowane przez postać działania oraz decyzje w trakcie gry.
W trybie Stwórz sima gracze mogą także tworzyć całe rodziny, przypisując relacje między postaciami, takie jak rodzice, dzieci, rodzeństwo czy partnerzy, co ma wpływ na ich interakcje pomiędzy sobą. Relacje te są kluczowe dla rozgrywki, ponieważ simowie mogą tworzyć głębsze więzi emocjonalne, które wpływają na rozwój ich życia rodzinnego i społecznego. W grze istnieje możliwość tworzenia postaci o wyglądzie wskazującym na różnorodne pochodzenie etniczne i kulturowe, co pozwala na odzwierciedlenie większej różnorodności w wyglądzie simów.
System tworzenia sima został rozwinięty w kolejnych dodatkach do The Sims 2, takich jak Na studiach, gdzie dodano możliwość tworzenia młodych dorosłych, a także w innych rozszerzeniach, które wprowadzały nowe fryzury, ubrania i akcesoria.

### Genetyka
W The Sims 2 zaimplementowano mechanikę genetyki, stanowiącą istotną różnicę w porównaniu z poprzednią częścią serii. System ten wprowadza dziedziczenie cech fizycznych między pokoleniami postaci, w przeciwieństwie do pierwszej części gry, gdzie wygląd potomstwa był generowany losowo. Mechanika genetyki umożliwia przekazywanie potomstwu określonych cech fizycznych, takich jak kolor włosów, oczu, kształt twarzy oraz odcień skóry. System ten zastąpił wcześniejszy model losowego generowania wyglądu dzieci, niezwiązanego z cechami rodziców. Wprowadzenie tej funkcji zwiększyło realizm rozgrywki w kontekście rozwoju rodzin postaci na przestrzeni pokoleń.
Mechanizm genetyki działa w sposób zbliżony do rzeczywistego dziedziczenia genetycznego. Dziecko może odziedziczyć cechy zarówno od jednego z rodziców, jak i mieć połączenie cech obojga. Na przykład, dziecko z rodzicem o jasnych włosach i rodzicem o ciemnych włosach mogło otrzymać kolor po jednym z nich, a także istniała możliwość powstania nowych, pośrednich kombinacji kolorów. Geny były także dziedziczone nie tylko bezpośrednio od rodziców, ale mogły się ujawniać w jeszcze późniejszych pokoleniach. U simów mogą wystąpić cechy ich dziadków, których nie posiadają ich rodzice.
Wprowadzenie genetyki w The Sims 2 wzbogaciło rozgrywkę, dodając nowy wymiar realizmu i złożoności. Gracze nie tylko muszą zarządzać codziennymi potrzebami simów, ale także planować rozwój rodzin na przestrzeni pokoleń, dbając o dziedziczenie cech i kontynuowanie linii rodzinnych. W grze pojawia się również drzewo genealogiczne.

### Etapy życia
W The Sims 2 wprowadzono zupełnie nową mechanikę dotyczącą etapów życia, która znacząco wpłynęła na dynamikę rozgrywki i rozwój postaci. W odróżnieniu od pierwszej części, gdzie simowie nie starzeli się i nie przechodzili przez różne fazy życia, w The Sims 2 postacie naturalnie dojrzewają i starzeją się, co umożliwia obserwowanie ich ewolucji na przestrzeni pokoleń. Każdy sim przechodzi przez sześć wyraźnie zdefiniowanych etapów życia: niemowlę, dziecko, nastolatek, młody dorosły (wprowadzony później w dodatku Na studiach), dorosły oraz starzec.
Każdy z tych etapów ma swoje unikalne cechy, wyzwania i cele. Niemowlęta są całkowicie zależne od opieki innych simów, a ich podstawowe potrzeby muszą być zaspokajane przez dorosłych. W fazie dzieciństwa simowie uczą się podstawowych umiejętności, takich jak mówienie, chodzenie czy korzystanie z toalety, co ma wpływ na ich późniejszy rozwój. Nastolatkowie, podobnie jak dorośli, mogą nawiązywać pierwsze romantyczne relacje, chodzić do szkoły, rozwijać umiejętności oraz zastanawiać się nad swoimi aspiracjami życiowymi.
Młody dorosły, wprowadzony wraz z dodatkiem Na studiach, stanowi okres przejściowy między młodością a pełną dorosłością. Simowie w tym wieku mogą uczęszczać na studia, rozwijać swoje talenty i umiejętności, a także budować swoje życie towarzyskie i romantyczne. To właśnie w tej fazie simowie mają możliwość ukierunkowania swojego życia zawodowego i osobistego.
Dorosłość to najbardziej rozbudowany etap, w którym simowie mogą zakładać rodziny, rozwijać kariery zawodowe i realizować swoje aspiracje życiowe. Decyzje podjęte na wcześniejszych etapach, jak edukacja czy związki, mają bezpośredni wpływ na ich życie w tej fazie. W tej części życia simowie pracują nad realizacją długoterminowych celów, takich jak np. osiągnięcie sukcesu zawodowego, założenie rodziny czy zdobycie bogactwa.
Ostatni etap to starość, w której simowie przechodzą na emeryturę, cieszą się spokojniejszym życiem i obserwują rozwój młodszych pokoleń, przed końcem życia postaci. Każdy etap ma swoje unikalne wyzwania oraz szanse, które mogą kształtować losy postaci w późniejszych latach.

### Aspiracje
Aspiracje w The Sims 2 to długoterminowe cele życiowe simów, które definiują ich priorytety i sposób działania. Gracz wybiera jedną z sześciu dostępnych aspiracji dla każdego sima, co wpływa na ich pragnienia i obawy. Każda aspiracja kształtuje zachowania i cele sima, dodając do rozgrywki element zarządzania osobowością. Do wyboru są następujące aspiracje:
- Rodzina – simowie skupieni na tej aspiracji dążą do posiadania dużej rodziny, opieki nad dziećmi i utrzymywania silnych więzi rodzinnych[47].
- Romans – simowie z aspiracją romansowania pragną miłosnych przygód, flirtów i romantycznych relacji, często prowadząc rozwiązłe życie towarzyskie[48].
- Bogactwo – simowie dążący do bogactwa chcą zdobywać majątek, odnosić sukcesy zawodowe i gromadzić pieniądze[49].
- Wiedza – simowie z aspiracją wiedzy chcą rozwijać swoje umiejętności i zdobywać wiedzę[50].
- Popularność – simowie pragnący popularności skupiają się na nawiązywaniu licznych przyjaźni, byciu lubianym i organizowaniu spotkań towarzyskich[51].
- Przyjemność (wprowadzona w dodatku Nocne Życie) – simowie dążący do przyjemności chcą czerpać radość z codziennych przyjemności, często szukając zabawy i rozrywki[52][53].

Każda aspiracja wpływa na unikalne pragnienia i obawy sima, które zmieniają się dynamicznie w trakcie gry, w zależności od sytuacji i etapu życia.

#### Pragnienia
Pragnienia to krótkoterminowe cele simów, które wynikają bezpośrednio z ich aspiracji. Spełnianie tych pragnień przynosi simom punkty aspiracji, które z kolei podnoszą poziom zadowolenia i wpływają na ich nastrój. Pragnienia mogą dotyczyć różnych aspektów życia – simowie z aspiracją rodziny będą pragnąć np. urodzenia dziecka, organizowania rodzinnych spotkań czy obserwowania, jak ich dzieci odnoszą sukcesy. Simowie dążący do bogactwa mogą mieć pragnienia związane z awansami w pracy, kupowaniem drogich przedmiotów czy osiągnięciem określonego poziomu dochodów.
System pragnień pozwala graczom na lepsze zrozumienie potrzeb simów i kierowanie ich życiem w taki sposób, aby maksymalnie spełniać ich marzenia. Im więcej pragnień zostanie spełnionych, tym lepszy nastrój i większe poczucie sukcesu osiąga sim.

#### Obawy
Obawy, w przeciwieństwie do pragnień, to negatywne wydarzenia, których simowie starają się unikać. Mogą one obejmować takie sytuacje jak utrata pracy, śmierć bliskiej osoby, zerwanie relacji czy złe oceny w szkole. Każdy sim ma swoje unikalne obawy, wynikające z jego aspiracji i sytuacji życiowej. Na przykład sim z aspiracją wiedzy może obawiać się porażki w nauce, podczas gdy sim z aspiracją romantyczną będzie martwić się odrzuceniem w związku.
Spełnienie obaw sima prowadzi do negatywnych skutków – zmniejsza poziom punktów aspiracji, obniża nastrój postaci, a w skrajnych przypadkach może doprowadzić do załamania nerwowego, które na krótki czas zmienia zachowanie sima na nieprzewidywalne. Zarządzanie obawami jest więc równie istotne, co realizowanie pragnień, ponieważ wpływa na ogólną satysfakcję z życia.

#### Punkty aspiracji i nagrody
Za spełnianie pragnień simowie zdobywają punkty aspiracji, które można wymieniać na specjalne nagrody i obiekty aspiracyjne. Są to unikalne przedmioty, które mogą ułatwić życie simom lub dać im wyjątkowe zdolności, jak na przykład Eliksir Życia, który przedłuża życie, lub Hełm Szczęścia, pomagający lepiej kontrolować nastrój postaci.
System aspiracji, pragnień i obaw w The Sims 2 wprowadza dodatkowy wymiar emocjonalny i strategiczny do rozgrywki. Każdy sim ma indywidualne cele i lęki, co sprawia, że zarządzanie ich życiem jest bardziej złożone i angażujące. Gracze muszą podejmować decyzje, które z jednej strony spełniają marzenia simów, a z drugiej pomagają im unikać porażek i stresujących sytuacji. Ten mechanizm dodał większy realizm do relacji międzyludzkich i codziennego życia w grze, czyniąc simów bardziej realistycznymi i wielowymiarowymi postaciami.

### Reputacja i wpływ
W The Sims 2 mechanizm reputacji i wpływu został wprowadzony w dodatku Na studiach, a następnie rozwinięty w kolejnych rozszerzeniach, co wzbogaciło interakcje społeczne i relacje międzyludzkie w grze. System ten pozwalał simom na budowanie swojej pozycji w otoczeniu i wykorzystywanie zdobytej reputacji do wpływania na innych simów. Reputacja staje się kluczowym elementem społecznej dynamiki, który determinuje, jak postać jest postrzegana przez innych oraz jakie korzyści może z tego czerpać.

#### Reputacja
Reputacja to wskaźnik popularności sima, który odzwierciedla, jak jego zachowania i relacje wpływają na opinie innych postaci. Dobre relacje z sąsiadami, przyjaciółmi i współpracownikami, jak również aktywne uczestniczenie w życiu towarzyskim, przyczyniają się do wzrostu reputacji. Simowie z wysoką reputacją są bardziej lubiani, zapraszani na imprezy i mają większe szanse na pozytywne interakcje z innymi. Reputację można budować poprzez takie działania jak pomoc innym simom, bycie gościnnym, a także unikanie konfliktów i agresywnych zachowań.
Z kolei negatywne działania, takie jak kłótnie, oszukiwanie w związkach czy nieuprzejme zachowania, mogą obniżać reputację. Simowie o niskiej reputacji są postrzegani jako mniej godni zaufania, co może prowadzić do trudności w nawiązywaniu nowych relacji.

#### Wpływ
Wpływ w The Sims 2 jest bezpośrednio powiązany z reputacją i odzwierciedla zdolność sima do wywierania presji na innych. Simowie mogą wykorzystywać zdobyty wpływ do nakłaniania innych postaci do wykonywania określonych czynności. Mechanizm ten wprowadza nową warstwę interakcji, pozwalając graczom manipulować zachowaniami simów z otoczenia.
Sim o wysokim poziomie wpływu może przekonać innych do robienia rzeczy, które normalnie by odrzucili, jak na przykład wykonywanie zadań domowych, angażowanie się w działania na rzecz sima z wyższym wpływem, a nawet poprawianie relacji między innymi postaciami. Wpływ można zdobywać na kilka sposobów, takich jak rozwijanie przyjaźni, osiąganie sukcesów akademickich (w przypadku studentów) czy odnoszenie sukcesów zawodowych.

### Budowanie
W The Sims 2 system budowania został znacząco rozwinięty i usprawniony w porównaniu do pierwszej części gry, dając graczom większą kontrolę nad projektowaniem domów i otoczenia dla swoich simów. Gracze mają możliwość wyboru różnych narzędzi i opcji, które umożliwiają projektowanie fundamentów, ścian, okien, drzwi, a także dachów, tarasów czy schodów. Znacznie zwiększono także różnorodność materiałów wykończeniowych, takich jak rodzaje podłóg, tapet czy elewacji, co pozwala na stworzenie domów o różnorodnym stylu – od nowoczesnych willi po tradycyjne domki jednorodzinne.
W The Sims 2 wprowadzono rozbudowany system konstrukcji budynków, umożliwiający tworzenie wielopiętrowych struktur oraz wielopoziomowych dachów. Mechanika ta pozwala na projektowanie budynków składających się z pięciu kondygnacji, co zwiększa możliwości w zakresie tworzenia złożonych projektów architektonicznych. System budowy został wzbogacony o zautomatyzowany mechanizm tworzenia dachów. Nowe rozwiązanie umożliwia dostosowywanie różnych stylów zadaszenia do kształtu budynku, usprawniając proces projektowania bardziej złożonych konstrukcji.
Kolejnym ważnym usprawnieniem jest wprowadzenie narzędzi do budowania tarasów, basenów i schodów, które mogą być dostosowywane według upodobań gracza. Możliwość tworzenia różnych kształtów basenów, takich jak okrągłe czy wielokątne, pozwala na większą swobodę w projektowaniu przestrzeni na zewnątrz domów. Dodano także opcję budowania fundamentów, co umożliwia tworzenie podwyższonych domów lub domów z piwnicą, co wcześniej było niemożliwe. Dzięki temu domy w grze mogą mieć bardziej zróżnicowaną strukturę i wygląd, a gracz może decydować o wysokości i układzie poszczególnych poziomów.
Interfejs budowania został także wzbogacony o możliwość bardziej precyzyjnego umieszczania obiektów. Gracze mogą teraz dowolnie obracać i przesuwać meble, co pozwala na lepsze zagospodarowanie przestrzeni wewnętrznej. Wprowadzono także narzędzie do usuwania pojedynczych fragmentów podłogi czy sufitu, co umożliwia tworzenie antresoli lub otwartych przestrzeni w domach.
W The Sims 2 znacznie zwiększono liczbę dostępnych obiektów i dekoracji, dzięki czemu gracze mogą personalizować wnętrza domów w jeszcze większym stopniu. Meble, oświetlenie, rośliny, dekoracje ścienne i podłogowe są dostępne w szerokiej gamie stylów, co pozwala na tworzenie unikalnych i estetycznych wnętrz, zgodnych z preferencjami simów. W grze wprowadzono więcej narzędzi do modyfikowania terenu – gracze mogą teraz tworzyć pagórki, wzgórza, obniżenia terenu czy nawet stawy, co pozwala na dostosowywanie krajobrazu wokół domów.
Wraz z wydawaniem kolejnych dodatków, takich jak Cztery pory roku czy Własny biznes, system budowania był dalej rozbudowywany o nowe elementy. Dodano między innymi nowe typy okien, drzwi, dachów, szklarnie oraz nową roślinność, co umożliwia jeszcze większe zróżnicowanie projektów.
W The Sims 2 oprócz możliwości budowania domów na parcelach prywatnych gracze mogą tworzyć i modyfikować również parcele publiczne. Parcelami publicznymi są miejsca poza domem, które simowie mogą odwiedzać, aby zaspokoić swoje potrzeby, spełniać pragnienia lub nawiązywać relacje z innymi simami. Przykłady takich parcel to parki, restauracje, sklepy, kluby czy kawiarnie.
Budowa parceli publicznych w The Sims 2 jest podobna do budowania domów, jednak zamiast tworzenia przestrzeni mieszkalnych, gracz projektuje miejsca, które pełnią różnorodne funkcje społeczne czy rozrywkowe. Na takich parcelach można umieszczać obiekty użyteczności publicznej, np. toalety, miejsca do jedzenia, ławki czy fontanny, a także elementy rozrywki, takie jak boiska do koszykówki, stoły bilardowe czy automaty do gier. Co więcej, w zależności od dodatków, można tworzyć bardziej wyspecjalizowane miejsca, jak siłownie, centra handlowe, czy ośrodki spa.
Parcele publiczne są miejscami, gdzie simowie mogą spotykać innych mieszkańców miasta i nawiązywać nowe znajomości, co czyni je ważnym elementem budowania relacji społecznych w grze. Simowie mogą także kupować jedzenie, ubrania lub inne przedmioty, jeśli na danej parceli dostępne są sklepy lub restauracje. The Sims 2 oferuje graczom dużą swobodę w tworzeniu takich miejsc, co pozwala na projektowanie unikalnych przestrzeni publicznych, które pasują do stylu danego miasta lub okolicy.
W niektórych dodatkach, takich jak Własny biznes czy Nocne życie, system parcel publicznych został jeszcze bardziej rozbudowany. Dodatek Własny biznes pozwala na budowę i zarządzanie własnym lokalem usługowym, co umożliwia graczom otwarcie sklepów, salonów kosmetycznych, restauracji, a nawet prowadzenie dużych centrów handlowych. Z kolei Nocne życie wprowadza nowe typy parcel, takie jak kluby nocne czy restauracje, które oferują simom dodatkowe opcje rozrywki i interakcji społecznych.
Parcele publiczne są istotnym elementem w grze The Sims 2, ponieważ pozwalają simom na rozszerzenie swoich codziennych aktywności poza dom oraz uczestnictwo w życiu społecznym.
System budowania w The Sims 2 wyróżnia się swoją elastycznością i prostotą obsługi, jednocześnie oferując szerokie możliwości projektowe. Gracze mogą tworzyć zarówno skomplikowane, wielopiętrowe rezydencje, jak i niewielkie, funkcjonalne domki, a także dostosowywać wnętrza do potrzeb i gustów swoich simów. Dzięki rozbudowanym narzędziom i bogatej palecie opcji wykończeniowych projektowanie domów w The Sims 2 staje się integralnym elementem rozgrywki, pozwalającym na kreatywne wyrażenie się i tworzenie przestrzeni, w których simowie mogą prowadzić swoje wirtualne życie.

#### Tryb kupowania
Tryb kupowania w The Sims 2 to kolejny kluczowy element rozgrywki, który pozwala graczom na wyposażanie domów i parcel publicznych w różnorodne przedmioty, zarówno dekoracyjne, jak i funkcjonalne. Jest to jeden z dwóch głównych trybów zarządzania przestrzenią w grze, obok trybu budowania, i można go aktywować w każdej chwili podczas rozgrywki. W trybie kupowania gracze mają dostęp do sporej liczby obiektów podzielonych na kategorie, co ułatwia nawigację i dobór odpowiednich elementów.
Przedmioty dostępne w trybie kupowania obejmują meble, sprzęty AGD, elektronikę, oświetlenie, dekoracje, rośliny oraz różnorodne narzędzia rozrywki, takie jak telewizory, komputery, instrumenty muzyczne czy stoły bilardowe. Każdy przedmiot ma przypisany koszt w simoleonach, a jego zakup wiąże się z uszczupleniem budżetu rodziny. Gracze muszą więc z rozwagą podchodzić do zakupów, zwłaszcza na początku gry, kiedy środki finansowe simów są ograniczone. Równocześnie lepiej wyposażony dom poprawia nastrój simów, a odpowiednie przedmioty mogą zaspokajać ich potrzeby, takie jak higiena, rozrywka czy komfort.
System kategorii w trybie kupowania ułatwia znajdowanie poszczególnych obiektów – są one pogrupowane według funkcji, takich jak "Komfort" (krzesła, sofy, łóżka), "Higiena" (wanny, prysznice, umywalki) czy "Elektronika" (telewizory, komputery). W grze istnieją także kategorie specjalne, jak na przykład "Zabawki" dla dzieci, "Dekoracje", czy "Ogród", gdzie znajdują się przedmioty do użytku na zewnątrz.
Tryb kupowania w The Sims 2 wprowadza także istotny element personalizacji wnętrz – dostępne są setki wariantów kolorystycznych i stylów przedmiotów, co pozwala na dopasowanie wyglądu domu do gustów gracza oraz charakteru poszczególnych simów. W zależności od dodatków asortyment przedmiotów w trybie kupowania może być znacząco rozbudowywany.
Oprócz mebli i urządzeń codziennego użytku, w trybie kupowania dostępne są także przedmioty rozrywkowe oraz te, które służą rozwojowi umiejętności simów oraz ich zainteresowań (od dodatku Czas Wolny). Na przykład zakup pianina pozwala simowi rozwijać kreatywność, a teleskop umożliwia obserwacje nieba, co może przyczynić się do rozwoju zainteresowań naukowych i umiejętności logiki. Różnorodność dostępnych przedmiotów sprawia, że gracze mogą tworzyć domy i przestrzenie, które odpowiadają na wszystkie potrzeby ich postaci.
Dodatkowo tryb kupowania ma znaczenie także na parcelach publicznych, gdzie gracze mogą umieszczać elementy takie jak automaty z napojami, kasy fiskalne czy ekspozycje towarów, co jest szczególnie przydatne w rozszerzeniu Własny biznes, umożliwiającym graczom prowadzenie własnych firm. Każdy przedmiot kupowany na parceli publicznej może wpływać na jakość obsługi klientów oraz atrakcyjność miejsca, przyciągając więcej simów.

### Otoczenia
W The Sims 2 otoczenia to miasta widoczne z perspektywy ptasiej, w których umieszczone są zarówno parcele prywatne, jak i publiczne, a gracze mają pełną swobodę w ich edycji i modyfikacji. Jest to istotne rozwinięcie w stosunku do pierwszej części gry, gdzie świat gry był bardziej statyczny, a interakcje ograniczały się głównie do pojedynczych parcel. W The Sims 2 otoczenia są bardziej dynamiczne i zróżnicowane, z unikalnymi krajobrazami, stylami architektonicznymi i historiami fabularnymi, które wpływają na rozgrywkę i relacje między simami.
Podstawowa wersja The Sims 2 oferuje trzy gotowe otoczenia: Miłowo (ang. Pleasantview), Weronę (ang.Veronaville) oraz Dziwnowo (ang. Strangetown). Każde z nich ma swoje charakterystyczne elementy i fabułę, które rozwijają się wraz z postępem gry. Miłowo to typowe amerykańskie przedmieścia, gdzie gracze mogą odkrywać konflikty rodzinne i romanse między dobrze znanymi postaciami z poprzedniej części gry, jak rodziny Ćwir. Werona to otoczenie inspirowane twórczością Szekspira, z postaciami nawiązującymi do konfliktu między rodami Kapuletów i Montekich, a Dziwnowo to surrealistyczna okolica pełna tajemniczych wydarzeń, jak spotkania z kosmitami i zagadkowe zniknięcia simów.
W odróżnieniu od The Sims, gdzie każda parcela była osobną, odizolowaną jednostką, w The Sims 2 otoczenia są bardziej spójne i można zobaczyć inne domy oraz obiekty w tle, co dodaje realizmu.
Gracze mają również możliwość tworzenia własnych, unikalnych otoczeń, dzięki narzędziu Stwórz otoczenie, które pozwala na projektowanie nowych map. Można dostosowywać dekoracje, umieszczać różne elementy krajobrazu, takie jak drzewa oraz dodawać parcele budowlane. Te opcje personalizacji są kolejną istotną różnicą w stosunku do The Sims, gdzie otoczenia były bardziej ograniczone i nie dawały tak szerokich możliwości edycji. Gracze mają również możliwość importowania map z gry SimCity 4, co pozwala na tworzenie jeszcze bardziej unikalnych i złożonych otoczeń. Dzięki tej funkcji, zamiast korzystać wyłącznie z gotowych map, można zaimportować miasta zaprojektowane w SimCity 4 i używać ich jako podstawy dla nowych dzielnic w The Sims 2. To dodatkowa opcja dla graczy, którzy chcą w pełni wykorzystać możliwości personalizacji i stworzyć bardziej rozbudowane, realistyczne otoczenia.
Otoczenia w The Sims 2 odgrywają również ważną rolę w rozgrywce fabularnej. Każde z gotowych miast ma swoją historię, z którą gracze mogą się zapoznać i rozwijać ją w dowolny sposób. Na przykład Miłowo zaczyna się w momencie, gdy życie kilku rodzin zostało przewrócone do góry nogami przez zdrady i skandale, a Dziwnowo stawia gracza przed zagadkowymi wydarzeniami związanymi z obcymi. Te fabuły stanowią punkt wyjścia do własnych historii, które gracze mogą kreować, kontrolując losy simów w tych otoczeniach.
W dodatkach do gry, takich jak Na studiach, Nocne życie czy Cztery pory roku, wprowadzono nowe otoczenia oraz dodatkowe możliwości interakcji z nimi. Przykładem jest dodatek Nocne życie, który wprowadził podotoczenie – dzielnice rozrywki z klubami nocnymi, restauracjami i innymi atrakcjami, gdzie simowie mogą spędzać czas poza domem, rozwijać relacje towarzyskie i korzystać z rozrywek. Podotoczenia to specjalne dodatkowe obszary, które można dołączyć do głównego otoczenia, dając graczom więcej miejsc do odkrycia i interakcji. Z kolei dodatek Cztery pory roku wprowadził zmieniające się pory roku, które wpływają na wygląd i funkcjonowanie całych otoczeń, dodając dynamikę do życia simów i nowych wyzwań związanych z klimatem, takich jak uprawa roślin czy organizowanie imprez na świeżym powietrzu. Dzięki podotoczeniom i zmianom klimatycznym, otoczenia w The Sims 2 stały się znacznie bardziej interaktywne, elastyczne i dynamiczne w porównaniu do pierwszej odsłony gry.

### Interakcje społeczne
Interakcje społeczne w The Sims 2 są elementem rozgrywki, pozwalającym simom na nawiązywanie relacji, budowanie więzi i kształtowanie swojego życia towarzyskiego. Gra oferuje bogaty zestaw różnych interakcji, które simowie mogą wykonywać zarówno w kontaktach z innymi simami, jak i w interakcji z otoczeniem. Każda interakcja jest zaprojektowana tak, aby odpowiadała potrzebom i aspiracjom postaci, co czyni je integralną częścią życia w grze.
Gracze mogą wybierać spośród wielu rodzajów interakcji społecznych, takich jak rozmowy, flirtowanie, kłótnie, przytulanie czy zabawa. W zależności od relacji między simami niektóre interakcje mogą być pozytywne, inne zaś negatywne. Na przykład, simowie, którzy mają silne więzi, mogą się przytulać, podczas gdy ci, którzy się nie lubią, mogą się kłócić lub oskarżać o różne rzeczy. System relacji w grze jest złożony, a każda interakcja wpływa na poziom przyjaźni lub wrogości między simami, co z kolei może prowadzić do nowych możliwości, takich jak przyjaźń, miłość czy wręcz rywalizacja.
W The Sims 2 istotnym aspektem interakcji społecznych są także wydarzenia towarzyskie, takie jak imprezy, randki czy wesela. Gracze mogą organizować różne spotkania, na których simowie mogą się poznawać, rozmawiać i rozwijać swoje relacje. Takie wydarzenia są także doskonałą okazją do nawiązywania nowych znajomości, co czyni życie społeczne simów jeszcze bardziej interesującym. Gracze muszą jednak dbać o atmosferę i przygotować odpowiednie jedzenie, napoje oraz rozrywki, aby goście czuli się komfortowo i dobrze się bawili.

### Wspomnienia
System wspomnień jest kolejnym nowym elementem w The Sims 2, który umożliwia simom przechowywanie i przypominanie sobie o ważnych wydarzeniach, interakcjach i osiągnięciach. Wspomnienia odzwierciedlają kluczowe momenty w życiu simów, takie jak narodziny dzieci, zdobycie nowej pracy, zawarcie małżeństwa, a także bardziej codzienne zdarzenia, takie jak przyjęcia czy wyjazdy.
Każde wspomnienie jest reprezentowane w formie ikony, która jest przypisana do konkretnego zdarzenia. Simowie mogą mieć wiele wspomnień, które są automatycznie rejestrowane przez grę w momencie, gdy wydarzenia mają miejsce. Wspomnienia są również klasyfikowane według emocji, które towarzyszyły danym sytuacjom, co wpływa na nastrój simów. Na przykład, wspomnienie związane z pierwszym pocałunkiem będzie miało pozytywny wpływ na samopoczucie sima, podczas gdy wspomnienie o stracie bliskiej osoby może wpłynąć negatywnie na jego nastrój i samopoczucie.

### Chemia i atrakcyjność
W The Sims 2 chemia między simami odgrywa kluczową rolę w tworzeniu relacji oraz w kształtowaniu ich interakcji społecznych. System ten oparty jest na różnorodnych cechach osobowości i aspiracjach, które wpływają na to, jak simowie reagują na siebie nawzajem. Chemia jest kluczowym czynnikiem decydującym o tym, czy simowie będą się lubić, nienawidzić, czy nawet zakochiwać, co wprowadza elementy realizmu do ich interakcji.
W grze chemia między simami jest reprezentowana przez system punktów, które są przydzielane na podstawie ich cechy osobowości oraz sytuacji życiowych. Na przykład, simowie o podobnych cechach, takich jak hobby, aspiracje czy zainteresowania, mają większe szanse na nawiązanie pozytywnej relacji i rozwijanie chemii.
Chemia ma również wpływ na romantyczne relacje w grze. Simowie, którzy wykazują silną chemię, mają większą szansę na zbudowanie udanego związku, a także na rozwijanie interakcji związanych z romantyką, takich jak flirtowanie, całowanie czy małżeństwo. Istnieją także specyficzne interakcje, które można wykonać, gdy chemia między simami jest wysoka, co pozwala im na eksplorację głębszych więzi emocjonalnych.
Z drugiej strony, simowie z niskim poziomem chemii mogą doświadczać trudności w budowaniu trwałych relacji. Mogą napotykać na przeszkody w komunikacji, a ich interakcje mogą prowadzić do nieporozumień i konfliktów. Gracze muszą więc zwracać uwagę na osobowości swoich simów, aby skutecznie kształtować ich relacje i dążyć do harmonii w życiu towarzyskim.

### Kariera
Kariera w The Sims 2 jest jednym z kluczowych elementów rozgrywki, który umożliwia simom rozwijanie swoich umiejętności, osiąganie celów oraz zdobywanie zasobów finansowych. System kariery w tej odsłonie gry został znacznie rozbudowany w porównaniu do The Sims, co sprawia, że gracze mają większe możliwości personalizacji rozgrywki oraz tworzenia unikalnych historii.
W The Sims 2 dostępnych jest wiele różnych zawodów, takich jak nauka, sztuka, biznes, polityka, sport czy medycyna. Każda kariera ma swoje unikalne wymagania, zadania oraz możliwości awansu.
Aby awansować w pracy, simowie muszą zaspokajać różne wymagania, takie jak osiąganie określonych umiejętności, zdobywanie pozytywnych relacji z przełożonymi oraz wykonywanie codziennych zadań. Wprowadzenie systemu umiejętności w The Sims 2 dodaje większą dynamikę do rozgrywki. Gracze muszą decydować, które umiejętności rozwijać, aby osiągnąć sukces w wybranej karierze. Simowie, by dostać awans, często muszą mieć również określoną liczbę przyjaciół.
W The Sims 2 funkcjonuje także system pracy w domu, co daje simom większą elastyczność w podejmowaniu decyzji zawodowych. Gracze mogą podejmować się różnych czynności zarobkowych, takich jak pisanie książek, malowanie obrazów czy prowadzenie własnych firm. To podejście do pracy w domu nie było tak rozwinięte w pierwszej odsłonie gry i nadaje większą swobodę w życiu zawodowym simów.
Dodatki do gry, takie jak Na studiach, Nocne życie czy Cztery pory roku, wprowadzają nowe kariery oraz możliwości awansu, co dodatkowo rozszerza możliwości rozwoju dla simów. Na przykład, Na studiach wprowadza możliwość zdobywania wykształcenia wyższego, co otwiera drzwi do lepiej płatnych i bardziej prestiżowych zawodów. Natomiast Nocne życie wprowadza nowe kariery związane z rozrywką i nocnym życiem, co pozwala na eksplorację różnych aspektów wirtualnego świata.
W grze pracę podjąć mogą także osoby starsze oraz nastolatkowie, lecz kariery, które wybiorą mają ograniczenia związane z awansem. Z dodatkiem Zwierzaki wprowadzona została także możliwość pracy dla zwierząt.
Podczas pobytu w pracy jest szansa na pojawienia się „okna szans”. Pojawia się wtedy okno z opisem sytuacji, jaką zastał sim w pracy lub w szkole, oraz dwie możliwe opcje do wyboru. Każda z wybranych opcji ma różny efekt. Zły wybór może poskutkować np. utratą punktów umiejętności, degradacja na poprzednie stanowisko, kara finansowa lub utrata pracy. Z kolei dobry wybór może poskutkować między innymi nagrodą pieniężną czy awansem.

### Postacie nadnaturalne
Postacie nadnaturalne w The Sims 2 wprowadzają do rozgrywki elementy fantastyki, wzbogacając ją o różnorodne możliwości i unikalne cechy. W tej odsłonie gry gracze mogą spotkać kilka typów nadprzyrodzonych simów, takich jak wampiry, czarownice, duchy czy dżiny.
Wprowadzenie postaci nadnaturalnych w The Sims 2 znacząco różni się od pierwszej odsłony gry, gdzie nadprzyrodzone elementy były ograniczone. Nowe postacie dodają dodatkową warstwę do rozgrywki, umożliwiając graczom eksperymentowanie z różnymi aspektami życia wirtualnych simów.

## Rozszerzenia do gry
W The Sims 2 występują różne rodzaje rozszerzeń, które różnią się zakresem wprowadzanych treści oraz funkcji. Druga odsłona serii The Sims wprowadza nowe typy rozszerzeń, jakimi są akcesoria oraz minipacki.

### Dodatki
Dodatki są największymi rozszerzeniami, które wprowadzają znaczące zmiany i nowe elementy do gry. Mogą obejmować nowe kariery, otoczenia, mechaniki rozgrywki, a także nowe interakcje społeczne i obiekty.
| Nazwa            | Data wydania         | Opis | Źródło  |
| ---------------- | -------------------- | --- | ------- |
| Na studiach      | 11 marca 2005        | Wprowadza możliwość wysyłania simów na studia. Gracze mogą wybierać różne uczelnie, zdobywać nowe umiejętności i aspiracje, a także uczestniczyć w imprezach studenckich i tworzyć nowe relacje. Wprowadza podotoczenia, jakimi są uniwersytety oraz zombie.                            | [ 145 ] |
| Nocne życie      | 13 września 2005     | Rozszerza życie towarzyskie simów, dodając nocne kluby, restauracje i nowe kariery. Wprowadza podotoczenie, jakim jest dzielnica rozrywkowa, system randkowania, nowe interakcje społeczne i wampiry.                                                                                   | [ 146 ] |
| Własny biznes    | 14 marca 2006        | Umożliwia simom prowadzenie własnego biznesu. Gracze mogą otwierać sklepy, sprzedawać produkty, zatrudniać pracowników i rozwijać swoje przedsiębiorstwa, co znacznie zwiększa możliwości rozgrywki. Wprowadza nowy typ podotoczenia, jakim jest dzielnica handlowa.                    | [ 147 ] |
| Zwierzaki        | 17 października 2006 | Dodaje możliwość posiadania zwierząt, takich jak psy, koty oraz inne zwierzęta domowe. Zwierzęta mają swoje osobowości, potrzeby i umiejętności, co wprowadza nowe interakcje oraz relacje w rodzinach simów. Można je szkolić, a także rozwijać ich umiejętności. Wprowadza wilkołaki. | [ 148 ] |
| Cztery pory roku | 2 marca 2007         | Wprowadza cykle pór roku, co wpływa na otoczenie i życie simów. Gracze mogą doświadczać zmieniających się warunków atmosferycznych, celebrować różne święta, a także uprawiać rośliny. Dodatek wprowadza simorośl (hybryda sima i rośliny) oraz nowe miasto, Kwitnące Wzgórza.          | [ 149 ] |
| Podróże          | 7 września 2007      | Umożliwia simom wyjeżdżania na wakacje. Gracze mogą odkrywać nowe kultury, uczestniczyć w różnorodnych aktywnościach i eksplorować nowe lokalizacje. Wprowadza nowy typ podotoczenia, jakim jest otoczenie wakacyjne, które dzielą się na daleki wschód, góry oraz tropikalną wyspę.    | [ 150 ] |
| Czas wolny       | 29 lutego 2008       | Wprowadza nowe hobby oraz zainteresowania, co pozwala simom rozwijać umiejętności w różnych dziedzinach. Gracze mogą uczestniczyć w nowych aktywnościach, takich jak sport, sztuka czy rzemiosło, co dodaje głębi do życia simów. Wprowadza nowe miasto, Dolinę Niezbędną.              | [ 151 ] |
| Osiedlowe życie  | 26 sierpnia 2008     | Umożliwia życie w apartamentach, co wprowadza nowe interakcje między sąsiadami. Gracze mogą nawiązywać relacje z mieszkańcami, uczestniczyć w społecznych wydarzeniach oraz doświadczać wyzwań związanych z życiem w budynku wielorodzinnym. Wprowadza nowe miasto, Jaskinię Pokrzyku.  | [ 152 ] |

### Akcesoria
Akcesoria to mniejsze rozszerzenia, które dodają nowe obiekty, meble, ubrania oraz często nowe interakcje, ale nie wprowadzają dużych zmian w rozgrywce ani nowych mechanik.
| Akcesoria                          | Data Wydania      | Opis | Źródło  |
| ---------------------------------- | ----------------- | --- | ------- |
| Rozrywka rodzinna                  | 14 kwietnia 2006  | Skupia się na rodzinnych interakcjach i dodaje nowe zabawki, stroje oraz meble, które sprzyjają wspólnemu spędzaniu czasu. Zestaw wprowadza 60 nowych elementów, wzbogacających wystrój domu i garderobę simów. Dodano meble w stylu fantasy i podwodnego świata, jak zamkopodobne łóżko czy lampa o unikalnym świetle. Simy mogą nosić stroje inspirowane Hawajami, a dzieci przebrać się za piratów, smoki czy syreny. | [ 153 ] |
| Szyk i elegancja                   | 1 września 2006   | Wprowadza eleganckie i luksusowe elementy wystroju wnętrz, w tym meble, akcesoria oraz ubrania. Dzięki temu zestawowi simowie mogą otaczać się szykownymi meblami, jak zabytkowe krzesła, nowoczesne sprzęty stereo czy unikalne lampki, a także ubierać się w garnitury, smokingi i wieczorowe suknie. Uzupełnieniem są ekstrawaganckie dekoracje, takie jak egipskie płaskorzeźby, obrazy czy klasyczne popiersia, idealne do zaimponowania sąsiadom. | [ 154 ] |
| Na święta                          | 10 listopada 2006 | Zestaw wprowadza świąteczną atmosferę do codziennego życia simów, umożliwiając im pielęgnowanie różnych tradycji i kultur. Tematyka obejmuje zarówno Boże Narodzenie, jak i inne świąteczne motywy, dzięki czemu każdy znajdzie coś dla siebie. Dodano 60 elementów, takich jak choinki, lampki, jemioła czy stroiki, a także stroje Mikołaja i tradycyjne chińskie suknie Cheongsam. Wśród ozdób znajdziemy renifera ze światełkami, bałwana-narciarza oraz gigantyczną choinkę inspirowaną świętami w Rio. Simy mogą również zaprosić do domu Dziadka Mroza, tworząc wyjątkową, wielokulturową oprawę świąt. Akcesoria zawierają minipak Zestaw Świąteczny.                                                        | [ 155 ] |
| Impreza!                           | 9 kwietnia 2007   | Umożliwia organizowanie różnorodnych imprez, takich jak urodziny czy wesela. Rozszerzenie skupia się na tworzeniu niezapomnianych spotkań towarzyskich, od szalonych imprez po rodzinne przyjęcia i barbecue. Tematyka koncentruje się na dekoracjach i akcesoriach, które pozwalają simom świętować każdą okazję. Zawiera nowe meble, balony, tiary, świece i inne dekoracje, a także ubrania i potrawy na imprezy, w tym ciasta i przekąski. Dzięki tym dodatkom można stworzyć wyjątkową atmosferę na każdą uroczystość, dopasowaną do klimatu wydarzenia. | [ 156 ] |
| Moda z H&M                         | 8 czerwca 2007    | Akcesoria pozwalają simom wkroczyć w świat mody dzięki współpracy z marką H&M, oferując nowe ubrania i możliwość prowadzenia własnego sklepu. Tematyka koncentruje się na modzie codziennej, sportowej i formalnej, a także na aranżacji przestrzeni butików. Simy mogą ubierać się w przewiewne tuniki, sandały, biżuterię czy klasyczne koszule i stylowe krawaty. Oprócz tego gracze mogą stworzyć własny sklep H&M z manekinami, kasami fiskalnymi i przebieralniami, organizując w nim pokazy mody. Dopracowany butik przyciąga klientów pragnących być na bieżąco z trendami. | [ 157 ] |
| Młodzieżowy styl                   | 9 listopada 2007  | Akcesoria wprowadzają nowe akcesoria dla nastoletnich simów, pozwalając dopasować ich styl życia do trzech głównych subkultur: Socialites, Trasherów i Gothów. Tematyka skupia się na personalizacji ubrań, mebli i gadżetów, które oddają unikalne zainteresowania i charaktery młodzieży. W grze dostępnych jest także wiele uniwersalnych przedmiotów, takich jak wieże stereo, telewizory i telefony komórkowe, które pasują do każdego stylu i ułatwiają nastolatkom utrzymywanie kontaktów towarzyskich. | [ 158 ] |
| Kuchnia i łazienka. Wystrój Wnętrz | 15 kwietnia 2008  | Akcesoria koncentruja się na aranżacji kuchni i łazienki, wprowadzając nowe meble i akcesoria, które nadają tym pomieszczeniom funkcjonalny, a zarazem estetyczny charakter. Gracze mogą teraz dostosować wystrój tych przestrzeni, aby lepiej odpowiadały ich potrzebom i preferencjom. W kuchni dostępne są nowe tapety, granitowe blaty, drewniane szafki, a także sprzęt AGD, taki jak toster, mikrofalówka czy staromodna kuchenka. Łazienkę wzbogacają luksusowe kafelki, szklane kabiny prysznicowe, nastrojowe oświetlenie i nietypowe wanny. Simowie mogą również korzystać z nowych ubrań, w tym szlafroków, fartuchów czy kaszmirowych swetrów.                                                           | [ 159 ] |
| IKEA urządza dom                   | 24 czerwca 2008   | Akcesoria wprowadzają do gry meble i dekoracje inspirowane popularną szwedzką marką IKEA, umożliwiając graczom urządzenie wnętrz w stylu nowoczesnym i przytulnym. Dzięki tej kolekcji można stworzyć wymarzone przestrzenie w domu simów, pełne funkcjonalnych i estetycznych akcesoriów. W rozszerzeniu znajdują się meble takie jak pluszowe sofy Ektorp, telewizory Expedia, stoły Leksvik, łóżka Malm czy lampy Storm, które pozwalają na stworzenie komfortowych sypialni, salonów czy biur. Gracze mogą dowolnie łączyć elementy, tworząc przestrzenie pełne kolorów i stylu, z niemal nieograniczonymi możliwościami aranżacyjnymi.                                                                          | [ 160 ] |
| Rezydencje i ogrody                | 14 listopada 2008 | The Sims 2: Mansion & Garden Stuff pozwala na stworzenie wymarzonej rezydencji oraz ogrodu pełnego przepychu i elegancji. Gracze mogą zaprojektować posiadłość w jednym z trzech unikalnych stylów: arabski inspirowany Marokiem, klasyczno-nowoczesny Art Deco lub romantyczno-elegancki, oferując szeroką gamę nowych elementów wyposażenia. Wśród nowych akcesoriów znajdują się egzotyczne kolumny, monumentalne schody, oryginalne okna i drzwi, a także kolektory słoneczne. W ogrodzie można zasadzić nowe kwiaty, jak irysy, lilie czy słoneczniki, a także udekorować przestrzeń rzeźbami i fontannami. Rozszerzenie umożliwia stworzenie wspaniałych przestrzeni pełnych luksusu, które zachwycą sąsiadów. | [ 161 ] |

### Minipacki
Minipacki dodają niewielką ilość treści, która może być bardziej opcjonalna, często skupiając się na jednorazowych elementach, które urozmaicają doświadczenie gry.
| Nazwa             | Data Wydania      | Opis | Źródło  |
| ----------------- | ----------------- | --- | ------- |
| Zestaw świąteczny | 18 listopada 2005 | Zestaw zawiera ponad 40 świątecznych przedmiotów, takich jak jemioła, dziadek do orzechów, bałwan, świąteczne wieńce czy gwiazdy betlejemskie. Simy mogą ozdobić dom, zorganizować wigilię, sylwestra, a nawet Halloween. Dostępne są także stroje Mikołaja i efekty, jak pokaz sztucznych ogni. | [ 162 ] |

## Historia

### Produkcja
Produkcja The Sims 2 była wynikiem ogromnego sukcesu pierwszej części gry, która błyskawicznie stała się jednym z najlepiej sprzedających się tytułów gier na świecie. Po fenomenalnym przyjęciu The Sims w 2000 roku zespół Maxis pod przewodnictwem Willa Wrighta stanął przed ogromnym wyzwaniem – stworzeniem kontynuacji, która zachowa popularność serii, ale także rozwinie ją na niespotykaną dotąd skalę. W porównaniu z pierwowzorem, The Sims 2 miało być grą znacznie bardziej złożoną, a jej główną innowacją miało być wprowadzenie pełnej grafiki 3D, znacznie bardziej realistycznych animacji postaci oraz głębszej symulacji życia. Głównymi celami było zaoferowanie graczom nowych doświadczeń, które wykraczałyby poza proste „budowanie domów”, umożliwiając interakcję z postaciami na jeszcze głębszym poziomie.
Produkcję gry rozpoczęto w 2000 roku, a początkowo za jej tworzenie odpowiedzialne była grupa 5-20 osób. W opinii publicznej zaczęły pojawiać się plotki o produkcji drugiej części gry, lecz te dementowało Electronic Arts, aż do 5 maja 2003 roku kiedy zespół odpowiedzialny za produkcję gry ogłosił oficjalną zapowiedź projektu. Twórcy obiecali, że The Sims 2 będzie nie tylko technologicznie zaawansowaną grą, ale także wprowadzi zupełnie nową dynamikę rozgrywki. Największą rewolucją miało być wprowadzenie mechanizmu życia, który pozwalał śledzić losy simów przez całe pokolenia, a także system dziedziczenia cech – zarówno fizycznych, jak i osobowościowych. Gracze mieli nie tylko budować domy i kształtować życie postaci, ale także decydować o ich losie przez całe ich życie – od narodzin, przez młodość, dorosłość, aż po starość i śmierć.
Pierwsze publiczne prezentacje gry odbyły się na targach E3 w 2003 roku. Twórcy z Maxis pokazali wówczas nową technologię grafiki 3D, która miała umożliwić bardziej naturalne animacje postaci. Nowe mechanizmy symulacji miały pozwolić Simom na wyrażanie swoich emocji w realistyczny sposób – od radości, przez złość, aż po smutek, strach czy tęsknotę. Emocje te miały wpływ na życie postaci i ich interakcje z innymi simami. Jedną z ważniejszych innowacji był system dziedziczenia, który sprawił, że dzieci simów były zbiorem cech swoich rodziców, a także mogły podążać za ich śladami w życiu – zarówno pod względem fizycznym, jak i charakterologicznym. Na przykład, jeśli rodzice byli aktywni, ich dzieci mogły odziedziczyć tę cechę.
Po raz pierwszy zaprezentowano także możliwość tworzenia własnych, trójwymiarowych budynków – z przeszkleniami, różnymi rodzajami okien, a także stosowaniem zaawansowanych narzędzi do edycji wnętrz. Te zmiany zrewolucjonizowały sposób, w jaki gracze podchodzili do budowania domów i projektowania przestrzeni życiowych dla swoich postaci.
Pierwszy zwiastun gry znalazł się na płycie CD dołączanej do The Sims: Abrakadabra wydanej w październiku 2003 roku, który później został zamieszczony na stronach internetowych w całym Internecie.
Produkcja The Sims 2 wiązała się z wieloma wyzwaniami technologicznymi. Przejście na pełną grafikę 3D było nie tylko dużą innowacją, ale także wymagało stworzenia nowego silnika graficznego, który umożliwiłby płynne animacje postaci, realistyczne odwzorowanie otoczenia i swobodne poruszanie się po świecie gry. Dodatkowo, projektanci musieli zadbać o interakcje między postaciami – jak reagują na siebie, jak kształtują się ich relacje i jak wpływają one na decyzje gracza. System sztucznej inteligencji w The Sims 2 był zaawansowany jak na tamte czasy i umożliwiał postaciom podejmowanie decyzji, które nie były wcześniej przewidywalne. To sprawiło, że każda rozgrywka była unikalna.
Dużym wyzwaniem było także wprowadzenie bardziej otwartego świata, w którym simowie mogli swobodnie się poruszać, pomiędzy różnymi lokacjami, a nie tylko przebywać w zamkniętych przestrzeniach domów. Było to wymagające z technicznego punktu widzenia, ale również znacząco zwiększyło immersję i naturalność rozgrywki. Co więcej, podczas produkcji napotkano liczne problemy związane z optymalizacją silnika 3D, co spowodowało opóźnienia w wydaniu gry, ostatecznie przesuwając premierę na wrzesień 2004 roku.
Jednym z wyzwań było również tworzenie animacji „wzrostu” postaci – w The Sims 2 postacie miały dojrzewać, przechodzić przez etapy dzieciństwa, dorosłości i starości. Aby zrealizować ten pomysł, zespół pracował nad animacjami, które uwzględniały zmiany fizyczne postaci. Proces ten obejmował również eksperymenty z rozmaitymi kształtami ciał – na przykład stworzenie animacji dla Simów w ciąży. Zespół Maxis również spędził dużo czasu na analizie emocji – od momentu, gdy postacie mogą się zakochać, aż po smutki związane z utratą bliskiej osoby.
Gra początkowo miała mieć swoją premierę w lipcu 2004 roku, ale produkcja gry została opóźniona i premierę przeniesiono na wrzesień 2004 roku.

### Premiera
The Sims 2 miało premierę 17 września 2004 roku, a w Polsce pojawiło się dzień później. Gra szybko zyskała ogromne uznanie wśród graczy i mediów. Pierwsze recenzje były bardzo pozytywne, chwalono szczególnie nowe możliwości personalizacji postaci, głębię interakcji społecznych oraz poprawioną grafikę 3D. Największymi atutami były realistyczne animacje, mechanika rozwoju postaci i emocji, a także nowe elementy symulacji życia, takie jak możliwość śledzenia życia postaci przez pokolenia. Sprzedaż gry była spektakularna – już w pierwszych dwóch tygodniach sprzedało się ponad milion kopii, co potwierdziło ogromny sukces tytułu.
Po premierze gra nie tylko przyciągnęła nowych graczy, ale także zgromadziła ogromną społeczność fanów, którzy zaczęli tworzyć własne mody i rozszerzenia, które mogły być zaaplikowane do gry. Dzięki tym modyfikacjom The Sims 2 stało się jeszcze bardziej zróżnicowane i rozbudowane, a w społeczności graczy wybuchł prawdziwy ruch twórczy. Powstały strony, na których gracze dzielą się swoimi projektami, co stało się jednym z fundamentów popularności serii.

### Muzyka
Ścieżkę dźwiękową do gry skomponował Mark Mothersbaugh, znany z pracy nad muzyką do różnych filmów i programów telewizyjnych. W The Sims 2 gracze mogą usłyszeć zarówno oryginalne kompozycje stworzone specjalnie na potrzeby gry, jak i utwory znanych artystów, które są odgrywane w radiach lub podczas wydarzeń. W grze znalazło się wiele oryginalnych piosenek, lecz wykonanych w fikcyjnym języku „simlish”, którym posługują się simowie. Przykłady artystów, których utwory można usłyszeć w grze, to Depeche Mode, Kajagoogoo, Lily Allen, Datarock, Plain White T's oraz Katy Perry.

### Rozwój gry
Po premierze The Sims 2 na PC zespół Maxis rozpoczął wydawanie rozszerzeń, które rozwijały grę o dodatkowe elementy, nowe lokalizacje, zawody, przedmioty i możliwość wprowadzania nowych faz życia Simów. Pierwsze dodatki, takie jak The Sims 2: Na studiach i The Sims 2: Nocne życie, dodawały elementy związane z życiem studenckim, randkami, nocnym życiem, a także wprowadzały nowe interakcje z innymi postaciami. Łącznie wydano aż 8 dużych dodatków, które były rozbudowaną kontynuacją idei wprowadzonej w The Sims 2. Te rozszerzenia były jednym z kluczowych powodów, dla których gra była jeszcze bardziej popularna i żywa przez długi czas.
Dzięki tym rozszerzeniom gra cieszyła się ogromną popularnością przez długie lata, nawet po premierze The Sims 3 w 2009 roku, która zapoczątkowała nową erę w serii.

### Zakończenie wsparcia
15 grudnia 2012 roku Electronic Arts ogłosiło, że oficjalna witryna internetowa zostanie zamknięta 14 stycznia 2013 roku. 16 lipca 2014 roku Electronic Arts ogłosiło zakończenie wsparcia dla The Sims 2. W odpowiedzi na to została wydana wersja zbiorcza gry zawierająca wszystkie rozszerzenia, pod tytułem The Sims 2: Ultimate Collection. Gra była dostępna do pobrania za darmo do 31 lipca 2014 roku na platformie Origin po wpisaniu specjalnego kodu.

## Odbiór gry
The Sims 2 zdobyło szerokie uznanie zarówno od krytyków, jak i graczy po swojej premierze w 2004 roku. Gra była chwalona za swoje innowacje w porównaniu do pierwszej odsłony serii, wprowadzając elementy takie jak starzenie się postaci, realistyczniejsze symulacje życia oraz rozbudowaną sztuczną inteligencję Simów. Kluczową cechą, która wyróżniała The Sims 2, była głębokość mechanik symulacyjnych, która pozwalała graczom na tworzenie bogatych historii rodzinnych, zarządzanie cyklem życia Simów i ich interakcjami z otoczeniem.
Recenzenci, między innymi z GameSpot, zaznaczyli, że gra oferuje ogromną swobodę i wciągające mechanizmy, które sprawiają, że jest to tytuł wymagający i bardzo wciągający. Gra została oceniona za swoją różnorodność i otwartość – gracze mogli budować domy, kształtować kariery postaci i tworzyć osobiste historie. Z kolei krytycy dostrzegli również pewne wady, takie jak trudności z optymalizacją gry na słabszych komputerach w początkowych wersjach.
Z kolei IGN doceniło bogaty świat gry, szczególnie za implementację nowych opcji, jak zmiany w cyklu życia postaci, które miały duży wpływ na fabułę i rozgrywkę. Gra była również ceniona za oprawę graficzną, która w porównaniu do poprzedniczki była bardziej zaawansowana i pełna detali, co poprawiło wrażenia wizualne. Jednakże niektórzy recenzenci zauważyli, że ze względu na ogromną liczbę opcji, gra może poczuć się przytłaczająca dla nowych graczy.
Od strony technicznej The Sims 2 było również rewolucyjne. Gracze mogli korzystać z rozszerzeń, które pozwalały na dalszy rozwój gry, np. wprowadzenie nowych dodatków i rozszerzeń, co zapewniało niemal nieograniczoną ilość godzin zabawy. Niemniej jednak, pomimo dużego entuzjazmu wśród graczy, niektóre wydania gry, zwłaszcza na starszych komputerach i konsolach, cierpiały z powodu problemów z płynnością i wydajnością.
The Sims 2 stało się jednym z najbardziej popularnych tytułów w historii gier symulacyjnych, zyskując kultowy status wśród fanów serii i pozytywne recenzje na całym świecie. Gra nie tylko umocniła pozycję The Sims jako lidera w gatunku symulacji życia, ale także wprowadziła nowe standardy w zakresie otwartości świata gry, rozwoju postaci i personalizacji.

### Sprzedaż
The Sims 2 okazało się ogromnym sukcesem komercyjnym, zarówno pod względem sprzedaży gry, jak i późniejszych dodatków. Po premierze w 2004 roku gra szybko stała się jedną z najlepiej sprzedających się produkcji na PC w historii. W 2005 gra sprzedała się w ilości 54 milionów egzemplarzy, co czyni ją jednym z największych sukcesów Electronic Arts w tamtym czasie. Wzrost sprzedaży był napędzany przez liczne rozszerzenia, które wprowadzały nowe elementy do gry, takie jak nowe kariery, postacie, a także miejsca do odwiedzenia. Gra była regularnie aktualizowana, co pozwalało utrzymać jej świeżość na rynku i zaspokajało potrzeby graczy, którzy oczekiwali nowych treści i funkcji. W 2008 roku sprzedaży całego cyklu The Sims, dzięki grze wyniosła już 100 milionów egzmplarzy
W Polsce w roku 2007 tytuł sprzedał się w ilości 600 tysięcy egzemplarzy, a w grudniu 2008 liczba ta wyniosła już milion.
Sprzedaż wersji konsolowych, takich jak PlayStation 2, Xbox i GameCube, również była bardzo znacząca. Chociaż te wersje były mniej rozbudowane i oferowały mniej opcji w porównaniu do wersji PC, to jednak zyskały dużą popularność, szczególnie wśród graczy preferujących prostsze, bardziej zamknięte formy rozgrywki. Wersja The Sims 2 na konsole sprzedała się w milionach egzemplarzy, co dodatkowo podkreśla sukces tej wersji.
Z połączenia sprzedaży samej gry oraz dodatków i rozszerzeń, które również cieszyły się dużym zainteresowaniem, The Sims 2 stało się jednym z najlepiej sprzedających się tytułów komputerowych na całym świecie. Utrzymywała się na wysokich pozycjach sprzedaży przez wiele lat, a jej długowieczność, wsparcie dla różnych platform i ciągłe rozszerzanie dostępnych treści sprawiły, że pozostała jednym z najważniejszych tytułów w historii gier symulacyjnych.

### Kontrowersje
Elastyczna zawartość The Sims 2 i nieograniczone możliwości dostosowywania gry oraz jej zawartości doprowadziły do kontrowersji na temat płatnych witryn. Treści niestandardowe tworzone przez graczy są dystrybuowane za pośrednictwem niezależnych witryn internetowych, z których niektóre pobierają opłaty za pobieranie materiałów. Pobieranie pieniędzy za niestandardową zawartość jest uważane za naruszenie umowy EULA gry, która zabrania komercyjnego wykorzystania własności intelektualnej Electronic Arts.

22 lipca 2005 roku prawnik z Florydy Jack Thompson zarzucił, że Electronic Arts i The Sims 2 promowały pornografię za pomocą moda lub kodu. Twierdzono, że włosy łonowe, wargi sromowe i inne szczegóły narządów płciowych były widoczne po usunięciu „cenzury” (pikselacji występującej, gdy sim korzysta z toalety lub jest nagi w grze). Dyrektor wykonawczy Electronic Arts, Jeff Brown, powiedział w wywiadzie dla GameSpot.

To nonsens. Sprawdziliśmy 100 procent treści. Nie ma treści nieodpowiednich dla nieletnich odbiorców. Gracze nigdy nie widzą nagiego sima. Gdyby ktoś z ogromną wiedzą i czasem usunął piksele, zobaczyłby, że simowie nie mają genitaliów. Wyglądają jak Ken i Barbie

## Inne wersje

### Mac OS X
Aspyr Media dokonało przeniesienia gry na ówczesny system Mac OS X w czerwcu 2005 roku. Do września 2007 roku udało się przeportować sześć dodatków (od Na studiach do Podróże) oraz trzy pakiety akcesoriów (od Rozrywka rodzinna do Impreza). W 2014 roku po ogłoszeniu zakończenia wsparcia dla gry wydano również edycję zbiorczą zatytułowaną The Sims 2: Super Collection, która zawierała wszystkie wcześniej wydane produkty z serii The Sims 2 przez Aspyr Media. Pod względem zawartości nie ma różnic między wersją PC a wersją MacOS, poza ich dostosowaniem do kompatybilności z konkretnymi systemami operacyjnymi i ograniczoną ilością dodatków oraz akcesoriów.

### PlayStation 2, Xbox, GameCube
Wersja The Sims 2 na konsole PlayStation 2, Xbox i GameCube, została wydana w październiku 2005 i znacząco różni się od wersji na PC, dostosowując grę do możliwości technicznych każdej z tych platform. Gra oferowała lokalny tryb wieloosobowy w podzielonym ekranie, tryb fabularny oraz możliwość bezpośredniego sterowania postaciami, co różniło się od tradycyjnego sposobu gry na komputerze, polegającego na kolejkowaniu działań. W wersjach konsolowych, w odróżnieniu od komputerowej, brakowało wielu funkcji, takich jak starzenie się simów czy możliwość posiadania dzieci. Wszystkie postacie były dorosłe (z wyjątkiem osób starszych), choć nadal mogły zawierać małżeństwa.
W wersji konsolowej gracze musieli zdobywać punkty aspiracji, które odblokowywały nagrody po wypełnieniu celów postaci. Wypełnianie tych celów było również niezbędne do ukończenia trybu fabularnego, który był główną częścią rozgrywki. Tryb fabularny składał się z wielu poziomów, które zawierały rozwinięte wątki fabularne. Każda postać zlecała graczowi realizację życzeń, które były związane z jej historią. Dodatkowo, gra oferowała tryb piaskownicy, gdzie gracz mógł wybrać gotową rodzinę lub stworzyć swoją własną, co dawało mu większą swobodę w tworzeniu własnych historii.

#### Odbiór
The Sims 2 w wersjach na konsole PlayStation 2, Xbox i GameCube otrzymało mieszane do pozytywnych recenzji od krytyków oraz graczy. Wiele osób doceniło przeniesienie podstawowej mechaniki symulacji życia znanej z wersji PC na konsole, co wymagało dostosowania sterowania oraz interfejsu do obsługi za pomocą gamepada. Chwalono również rozbudowaną kampanię fabularną "Get a Life", która stanowiła innowację w stosunku do otwartej rozgrywki z komputerowej wersji gry, oferując graczom zestaw celów i wyzwań.
Z drugiej strony krytyce podlegała ograniczona swoboda w porównaniu do edycji PC, wynikająca z technicznych ograniczeń konsol szóstej generacji. Niektórzy recenzenci wskazywali na uproszczone opcje budowania i dekorowania domów oraz zmniejszoną liczbę przedmiotów i interakcji. Pochwały zebrała jednak grafika, która, choć uproszczona w porównaniu do komputerowej wersji, była uznawana za bardzo dobrą jak na możliwości konsol tamtego okresu.
W recenzjach pojawiały się także różnice w ocenie wydajności gry. Podczas gdy wersja na Xbox była często uważana za najbardziej płynną i stabilną, edycje na PlayStation 2 i GameCube spotykały się z drobnymi zarzutami dotyczącymi dłuższych czasów ładowania i sporadycznych spadków liczby klatek na sekundę. W recenzji na GameSpot Andrew Park zauważył, że „wersja na Xbox wygląda najlepiej na konsolach, chociaż wersja na GameCube również prezentuje się prawie tak ostro i czysto. Wersja na PS2, jak można się było spodziewać, wypada najgorzej, z nieco bardziej rozmytym obrazem i większą ilością ząbków, szczególnie w szerokich ujęciach domów i otwartych działek. Zauważalne są też dłuższe czasy ładowania, choć to nie jest zaskoczeniem dla posiadaczy PS2".
W recenzji dla GameRevolution, Mike Reilly stwierdził: „Zrównoważenie takich plusów i minusów przy utrzymaniu gatunku na powierzchni to prawdziwa istota życia, a jak udowodniła wersja PC, także recepta na świetną grę wideo. Niestety, nowe wersje konsolowe wydają się słabszymi kopiami oryginału niż żywotnymi potomkami, które miały przenieść tę serię na nasze PS2, GameCube'y i Xboxy. Wciąż jest tu mnóstwo zawartości i kilka ciekawych nowych funkcji, ale złożoność manier i intelektu rodzinnego została utracona przez te trzy rudzielce”. Ostatecznie The Sims 2 w wersji konsolowej uznawano za solidną adaptację jednej z najpopularniejszych gier symulacyjnych, która zyskała szczególne uznanie wśród graczy preferujących rozgrywkę na platformach domowych.

### Nintendo DS
The Sims 2 na Nintendo DS, wydane 24 października 2005 roku, znacznie różni się od wersji na Windows, oferując zupełnie inne doświadczenie dostosowane do możliwości konsoli przenośnej. W tej wersji gracz zarządza hotelem w Dziwnowo, a rozgrywka jest oparta na fabule i wykonywaniu misji, takich jak sprzątanie, rozbudowa hotelu czy spełnianie nietypowych próśb gości. Historia rozpoczyna się po wypadku samochodowym, w wyniku którego gracz przejmuje zarządzanie lokalnym hotelem. W przeciwieństwie do PC, edycja na DS nie oferuje otwartego świata ani rozbudowanej symulacji życia. Mechanika została uproszczona, zastępując sześć potrzeb simów znanych z PC jednym wskaźnikiem „zdrowia psychicznego”, który należy utrzymywać poprzez realizację codziennych zadań, takich jak sen czy jedzenie. Sterowanie odbywa się za pomocą ekranu dotykowego i obejmuje unikalne aktywności, np. odkurzanie kurzu czy walkę z inwazjami kosmitów. Personalizacja ogranicza się do projektowania pokoi hotelowych oraz interakcji w mini-grach, takich jak malowanie czy tworzenie muzyki, natomiast brak jest możliwości tworzenia własnych simów. Wersja DS wyróżnia się mrocznym, humorystycznym tonem oraz misjami narracyjnymi, co kontrastuje z otwartością i swobodą edycji PC, która skupia się na symulacji życia i zarządzaniu wieloma postaciami w realistycznym otoczeniu.

#### Odbiór
The Sims 2 na Nintendo DS spotkało się z mieszanym, ale dość pozytywnym odbiorem, głównie ze względu na oryginalne podejście do formuły serii. Recenzenci zwrócili uwagę na kilka kluczowych elementów, które wyróżniały tę wersję na tle innych. Craig Harris z IGN napisał "To całkowicie inne spojrzenie na serię, ale takie, które potrafi przyciągnąć uwagę swoją unikalną atmosferą i mechaniką," oraz przyznał grze ocenę 7/10, doceniając jej eksperymentalny charakter, ale wskazując na ograniczoną głębię rozgrywki, chwaląc za to jej eksperymentalny charakter i innowacyjne podejście do interakcji z otoczeniem, w tym wykorzystanie ekranu dotykowego. Gra wyróżniała się również humorystyczną fabułą, pełną absurdalnych wydarzeń i dziwacznych postaci. Jednak recenzenci podkreślali, że wersja na DS nie oferuje tej samej swobody, jak edycje na komputery czy konsole, ograniczając graczy do ściśle określonych zadań fabularnych i minigier, co mogło rozczarować fanów oczekujących typowej rozgrywki z serii The Sims.
Z kolei Nintendo World Report zauważyło, że choć gra różni się od klasycznych The Sims, jej humorystyczna fabuła i oryginalne podejście do zarządzania hotelem sprawiają, że jest to tytuł wart uwagi, szczególnie dla tych, którzy szukają czegoś innego niż tradycyjna symulacja życia. Autorzy recenzji podkreślali również, że pomimo ograniczeń sprzętowych, gra oferuje zabawną i nietypową przygodę, której nie sposób znaleźć w innych wersjach serii.
The Sims 2 na Nintendo DS jest więc grą, która zyskała uznanie za swoją unikalną atmosferę i humor, choć jej techniczne ograniczenia i brak pełnej swobody rozgrywki sprawiły, że nie była to edycja odpowiednia dla wszystkich fanów serii. Mimo to, tytuł ten ma swoje grono lojalnych fanów, którzy doceniają jego szaloną fabułę i nietypowe podejście do znanych mechanik.

### Game Boy Advance
The Sims 2 na Game Boy Advance, wydane 25 października 2005 roku w Ameryce Północnej i 4 listopada 2005 roku w Europie, różni się znacząco od wersji na PC. Gra przyjmuje formę liniowej przygody, w której simowie uczestniczą w reality show rozgrywającym się w Dziwnowie. Składa się z 12 odcinków o absurdalnych i humorystycznych scenariuszach, w których gracz musi realizować zadania fabularne, takie jak naprawa problemów w miasteczku czy interakcje z ekscentrycznymi mieszkańcami.
Mechanika jest uproszczona względem edycji PC – brak tutaj otwartej symulacji życia. Gracz porusza się w izometrycznym środowisku 2D, koncentrując się na minigrach oraz zarządzaniu relacjami z postaciami. Surrealistyczny klimat i nietypowy humor są kontynuacją stylu znanego z poprzednich gier na GBA, takich jak The Sims Bustin’ Out. Gra znacząco odbiega od kanonu serii, co wynikało z dużej swobody twórczej, jaką studio deweloperskie otrzymało od EA. W porównaniu z wersją PC, GBA skupia się bardziej na narracji niż na zarządzaniu codziennymi potrzebami Simów.

#### Odbiór
Wersja The Sims 2 na Game Boy Advance spotkała się z mieszanym odbiorem, głównie ze względu na swoje ograniczenia w porównaniu do innych odsłon gry. Zamiast tradycyjnej symulacji życia, gra oferowała bardziej liniową rozgrywkę, opartą na realizowaniu misji i minigrach, w której gracz wcielał się w postać biorącą udział w reality show. Choć fabuła była zabawna i pełna absurdalnych elementów, takich jak "radioaktywne zapchane toalety", to jednak wiele recenzji wskazywało na brak głębi i monotonię rozgrywki.
W recenzji na Worthplaying, która przyznała grze ocenę 5.5/10 podkreślono, że choć gra oferowała momenty zabawy, to szybko stawała się nużąca. Krytykowano powtarzalność zadań, które nie wnosiły nic nowego do klasycznego doświadczenia z The Sims, a także brak różnorodności, która była obecna w innych wersjach serii.

### PlayStation Portable
The Sims 2 na PlayStation Portable, wydane 7 grudnia 2005 roku w Ameryce Północnej i 13 stycznia 2006 roku w Europie, stanowi unikalną adaptację serii, różniącą się znacząco od wersji na PC. W grze gracz przenosi się, tak jak w wersji na GBA oraz DS, do Dziwnowa, by rozwiązać tajemnice miasteczka i odkryć paranormalne wydarzenia. Rozgrywka łączy elementy symulacji z narracją fabularną, skupiając się na wypełnianiu misji i badaniu nietypowych zjawisk, takich jak spotkania z kosmitami.
Mechanika gry jest uproszczona w porównaniu do wersji komputerowej. W wersji PSP brakuje otwartego zarządzania simami i ich potrzebami. Nie ma możliwości starzenia się, rozmnażania ani szczegółowego budowania domów. Rozgrywka opiera się bardziej na eksploracji oraz interakcjach z postaciami niezależnymi, co podkreśla przygodowy charakter produkcji. Grafika jest zaawansowana jak na przenośne urządzenie, z trójwymiarowymi modelami postaci i otoczenia, ale liczba dostępnych opcji i przedmiotów została znacznie ograniczona ze względu na możliwości sprzętowe platformy. W przeciwieństwie do wersji PC (z otwartym stylem gry), wersja PSP ma bardziej liniowy, fabularny charakter i cechuje się określonym zakończeniem, które gracz osiąga poprzez realizację zadań fabularnych i odkrywanie mrocznych sekretów miasteczka.

#### Odbiór
Wersja The Sims 2 na PlayStation Portable spotkała się z mieszanym odbiorem. Recenzje zwracały uwagę na wysoką jakość grafiki, jak na możliwości PSP, oraz dobrze zaprojektowane postacie i otoczenie, które zachowały charakterystyczny styl serii. Gra przenosiła gracza do Strangetown, gdzie musiał podejmować różnorodne wyzwania, a także odkrywać tajemnice tej mrocznej miejscowości. Mimo to, wiele recenzji podkreślało, że brakowało jej głębi, która charakteryzowała większe wersje gry.
W recenzji na IGN Juan Castro oceniający grę przyznając jej 7.5/10 zwrócił uwagę, że chociaż wersja na PSP różni się od klasycznej wersji gry na PC, zmiany te wcale nie osłabiły atrakcyjności gry. Wersja PSP wprowadzała fabułę, w której gracz mógł nie tylko opiekować się simami, ale także odkrywać tajemnice, rozmawiać z postaciami i eksplorować świat. To podejście spotkało się z pozytywnym odbiorem, zwłaszcza że po wielu edycjach, które koncentrowały się głównie na zarządzaniu podstawowymi potrzebami postaci, było to coś nowego i odświeżającego. Choć nowe elementy występujące w rozgrywce były doceniane, problemem stały się częste i irytujące czasy ładowania między różnymi sekcjami gry. Nawet przejście do menu, rozmowa z postacią czy otwieranie ekwipunku wymagały ładowania, co psuło płynność rozgrywki.

### Java Me
Wersja The Sims 2 na Java ME została wydana w 2005 roku. Przeznaczona na telefony komórkowe, różniła się od innych wydań serii przede wszystkim w zakresie rozgrywki i grafiki, które były dostosowane do ograniczeń technicznych tych urządzeń.
Gra odbywała się w miasteczku Dziwnowo, które było znane z dziwacznych wydarzeń i mrocznych tajemnic. Gracz miał możliwość prowadzenia simów przez różne etapy ich życia, jednak nie była to pełna symulacja jak w wersjach na PC. Wersja na Java ME skupiała się głównie na prostszej mechanice, gdzie elementy takie jak budowanie domów czy zarządzanie codziennymi potrzebami simów zostały znacznie ograniczone. Zamiast tego, rozgrywka opierała się głównie na interakcjach z postaciami niezależnymi oraz realizacji misji, które pozwalały na postęp w fabule.
Gra nie oferowała złożonych możliwości dostosowywania postaci ani szczegółowej kontroli nad ich życiem codziennym. Zamiast tego skupiono się na minigrach i prostych zadaniach, które miały na celu utrzymanie zainteresowania gracza w kontekście ograniczonego sprzętu. Choć prezentacja graficzna była dopasowana do ówczesnych możliwości telefonów komórkowych, gra była dość uproszczona w porównaniu do pełnoprawnych wersji na PC.
W 2008 roku gra została pobrana ponad 8 milionów razy.